# Veliko Trgovišće
Veliko Trgovišće è un comune nella regione geografica di Hrvatsko Zagorje, nella Croazia settentrionale. Da un punto di vista amministrativo fa parte della regione di Krapina e dello Zagorje.
È noto per aver dato i natali a Franjo Tuđman, primo Presidente della Croazia, che vi nacque il 14 maggio del 1922.